# 1984 في الجزائر
فيما يلي قوائم الأحداث التي وقعت خلال عام 1984 في الجزائر.

## رياضة
- 1 يناير – الجزائر في الألعاب الأولمبية الصيفية 1984

## مواليد

### يناير
- 1 يناير – حسين مترف لاعب كرة قدم جزائري.
- 17 يناير – سليمة حموش لاعبة كرة طائرة جزائرية.
- 18 يناير – فاطمة الزهراء عكازي لاعبة كرة طائرة جزائرية.
- 23 يناير – عبد المالك زياية لاعب كرة قدم جزائري.
- 26 يناير – سفيان حركات لاعب كرة قدم جزائري.

### مارس
- 12 مارس – ناريمان مدني لاعبة كرة طائرة جزائرية.
- 20 مارس – نبيلة تيزي لاعبة كرة يد جزائرية.
- 23 مارس – لزهر حاج عيسى لاعب كرة قدم جزائري.
- 31 مارس – حيدر الشيباني لاعب كرة قدم كندي.

### أبريل
- 7 أبريل – إلياس زيان شريف
- 8 أبريل – حمزة زدام لاعب كرة قدم جزائري.
- 24 أبريل – يوسف بن عمار لاعب كرة قدم جزائري.

### يوليو
- 7 يوليو – فريد ملولي لاعب كرة قدم جزائري.
- 18 يوليو – خير الدين زرابي لاعب كرة قدم جزائري.

### أغسطس
- 19 أغسطس – حدوش محمد

### سبتمبر
- 20 سبتمبر – محمد عاود لاعب كرة قدم جزائري.
- 30 سبتمبر – صورايا حداد لاعبة جودو جزائرية.

### أكتوبر
- 9 أكتوبر – جمال مصباح لاعب كرة قدم جزائري.

### نوفمبر
- 22 نوفمبر – أحمد قاسمي لاعب كرة قدم جزائري.

### ديسمبر
- 5 ديسمبر – فوزي شاوشي لاعب كرة قدم جزائري.
- 20 ديسمبر – رمزي بوركبة لاعب كرة قدم جزائري.
- 22 ديسمبر – الأمين وهاب لاعب كرة مضرب جزائري.
- 30 ديسمبر – نوري اوزنادجي لاعب كرة قدم جزائري.

## وفيات

### أبريل
- 24 أبريل – خدوجة (مواليد 1924)

### مايو
- 31 مايو – فيليب مرسيه (مواليد 1910) سياسي فرنسي.

### يونيو
- 26 يونيو – جوزيف غونزال (مواليد 1907) لاعب كرة قدم فرنسي.